# Saint-Pierre-Montlimart
Saint-Pierre-Montlimart é uma ex-comuna francesa na região administrativa da Pays de la Loire, no departamento de Maine-et-Loire. Estendeu-se por uma área de 22,29 km². Em 2010 a comuna tinha 3 299 habitantes (densidade: 148 hab./km²).
Em 15 de dezembro de 2015 foi fundida com as comunas de La Boissière-sur-Èvre, Chaudron-en-Mauges, La Chaussaire, Le Fief-Sauvin, Le Fuilet, Montrevault, Le Puiset-Doré, Saint-Quentin-en-Mauges, Saint-Rémy-en-Mauges e La Salle-et-Chapelle-Aubry para a criação da nova comuna de Montrevault-sur-Èvre.